# Národní socialisté – levice 21. století
Die Partei Národní socialisté – levice 21. století, abgekürzt NS-LEV 21 bzw. LEV 21 (deutsch Volkssozialisten – Linke des 21. Jahrhunderts) war eine politische Partei in Tschechien.
Die Partei entstand 2011, als der ehemalige Vorsitzende der ČSSD und frühere tschechische Ministerpräsident Jiří Paroubek seine alte politische Heimat verließ und sich mit den traditionellen „Volkssozialisten“ (Tschechische National-Soziale Partei) unter dem jetzigen Namen zusammenschloss. Paroubek wurde zum Vorsitzenden der neuen politischen Partei gewählt.
Die Partei vertritt weitgehend sozialdemokratische bzw. sozialistische Positionen. Im Abgeordnetenhaus des tschechischen Parlaments war sie durch die Übertritte Paroubeks und seines Parteifreundes, dem ehemaligen Eishockeyspieler Jiří Šlégr, von der ČSSD zu den Volkssozialisten vorübergehend mit zwei Abgeordneten vertreten.
Die neue Partei trat bei den Wahlen zu den Bezirksparlamenten am 12./13. Oktober 2012 erstmals landesweit an und erreichte lediglich 0,5 % der Stimmen. In keinem der Bezirke (Kraj) – auch nicht in Ústí nad Labem, in dem der Parteivorsitzende Paroubek als Spitzenkandidat antrat – gelang ihr der Sprung über die 5%-Hürde.
Im Juli 2013 sprach sich die Partei gegen die Regierung Jiří Rusnok aus. Bei den im Oktober 2013 abgehaltenen Wahlen zum Abgeordnetenhaus kamen die Volkssozialisten lediglich auf 0,08 % der Stimmen. Im Abgeordnetenhaus sind sie daher nicht mehr vertreten.
Zur Europawahl 2014 trat die LEV 21 mit Jiří Paroubek als Spitzenkandidat an. Obgleich die Partei in den Umfragen teilweise im EU-Parlament gesehen wurde, erreichte die Partei nur 7.099 Stimmen (0,46 %). Paroubek zog sich kurze Zeit später vom Parteivorsitz zurück und trat aus der Partei aus.
Zur Abgeordnetenhauswahl in Tschechien 2017 trat die NS-LEV 21 teilweise gemeinsam mit der rechtsextremen [ Dělnická strana sociální spravedlnosti|DSSS] an.